# Darius Užkuraitis
Darius Užkuraitis (* 1966) ist ein litauischer Musikwissenschaftler, Gründer und Direktor des Programms „LRT Opus“  bei Lietuvos radijas ir televizija, Kommentator von Eurovision Song Contest, Jury-Mitglied bei Musikwettbewerben.

## Leben
Nach dem Abitur an der Mittelschule in Sowjetlitauen absolvierte Užkuraitis 1991 das Diplomstudium der Musiktheorie bei Lietuvos konservatorija in Vilnius.
Er arbeitet bei LRT Radijas als Chefredakteur des Jugendprogramms  „LRT Opus“ und ist Moderator der Radiosendung „Antroji pavara“ (LRT Radijas). Er arbeitete als Moderator auch bei „Laisvoji banga“, „M-1 plius“ und leitete das Unternehmen UAB „Radiola“ („Laba‘s FM“-Programm). Er ist Mitarbeiter der Tageszeitungen „Lietuvos rytas“, „Respublika“, Kultur-Journal „Kultūros barai“. Seit 2001 kommentiert er die ESC-Finale. Er ist Moderator der Konzerte bei Jazzfestivalen „Vilnius Jazz“, „Mama Jazz“, „Birštonas Jazz“ sowie Juror von Musikwettbewerben.
Užkuraitis ist mit Nijolė Statkutė liiert.